# Sindicat Intercomunal de la Promoció de les Llengües
El Sindicat Intercomunal per a la Promoció de les Llengües Occitana i Catalana (SIOCCAT), del departament dels Pirineus Orientals (Catalunya del Nord i Fenolheda) és una associació que vol servir de suport a l'acció cultural dels municipis membres a favor de les llengües catalana i occitana. Aquest suport es tradueix des de l'ajuda en l'ensenyament de la llengua fins a la promoció del català i l'occità passant per l'ajuda al seu ensenyament, el seu desenvolupament a dintre de l'espai públic, la promoció de les cultures catalana i occitana i la informació. Actualment hi ha més de 100 municipis de la Catalunya Nord i la Fenolheda adherits al SIOCCAT. El sindicat va sorgir com a iniciativa de l’Association des Maires et Adjoints-es des Pyrénées-Orientales (L'Associació dels Batlles i adjunts dels Pirineus Orientals). Els municipis adherits al sindicat promouen l'ús de la llengua pròpia (occità o català depenent de la zona) com a element important de la identitat cultural i del progrés econòmic del territori. El sindicat té un estatut de servei públic administratiu, de la mateixa manera que el tenen els sindicats intercomunals que tracten sobre l'energia, les deixalles, les aigües o el medi ambient. L'entrada al sindicat per part d'un municipi ha de ser aprovada pel consell municipal.
El 20 de setembre de 2017 aprovà una moció de suport als 750 batlles de la Catalunya Sud citats a declarar per haver ajudat a organitzar el referèndum sobre la independència de Catalunya. El 3 d'abril de 2018 aprovà per unanimitat una moció de suport als presos polítics repressaliats entorn al procés independentista català i de denúncia al menyspreu de la justícia espanyola en vers a Catalunya. D'aquesta forma, l'entitat que aplega a 129 ajuntaments mostrà el seu suport a Jordi Cuixart, Jordi Sànchez, Oriol Junqueras, Joaquim Forn, Jordi Turull, Josep Rull, Raül Romeva, Dolors Bassa i Carme Forcadell.

## Administració
El sindicat és administrat per un comitè d'elegits, un per municipi independentment de la seva població (exceptuant Perpinyà que en tindria nou). El president i la mesa gestionen les qüestions habituals del sindicat; el pressupost del sindicat es nodreix de les contribucions dels ajuntaments, que són proporcionals a la població i renda de les localitats; també es nodreix de subvencions locals, regionals o estatals.

## Municipis adherits
A continuació trobareu un llistat dels municipis adherits al sindicat:
- L'Albera
- Angostrina
- Vilanova de les Escaldes
- Ansinhan
- Argelers de la Marenda
- Arles
- Bages
- Baixàs
- La Bastida
- Bolquera
- Bonpàs
- Bulaternera
- Cabestany
- Calmella
- Carmanh
- Castell
- Catllà
- Caudiers de Fenollet
- Centernac
- Les Cluses
- Corbera
- Cortsaví
- Costoja
- Eina
- Elna
- Enveig
- Escaró
- Espirà de Conflent
- L'Esquerda
- Estagell
- Estavar
- Estoer
- Felhuns
- Fenolhet
- Fillols
- Font-Romeu
- Odelló
- Vià
- Fontpedrosa
- Font-Rabiosa
- Formiguera
- Fòssa
- Fullà
- La Guingueta d'Ix
- Joc
- Jújols
- Lansac
- Llauró
- Matamala
- Maurin
- Mentet
- Montboló
- Montferrer
- Montlluís
- Montner
- Oleta
- Èvol
- Oms
- Òpol
- Perellós
- Ortafà
- Palau de Cerdanya
- Paretstortes
- Paçà
- El Pertús
- Pesilhan de Conflent
- Pesillà de la Ribera
- Pi
- Planès
- Pollestres
- Pontellà
- Nyils
- Portvendres
- Prats de Molló la Presta
- Prats de Sornian
- Ralleu
- Rasiguèras
- Rodès
- Sallagosa
- Sant Andreu de Sureda
- Sant Genís de Fontanes
- Sant Hipòlit
- Sant Joan la Cella
- Sant Llorenç de Cerdans
- Sant Pere dels Forcats
- Santa Coloma
- Santa Maria la Mar
- Serdinyà (Joncet)
- Serrallonga
- El Soler
- Sureda
- Talteüll
- Tarerac
- Tellet
- Tesà
- Toès i Entrevalls
- La Tor de França
- La Torre del Bisbe
- Trasserra
- Trilhan
- Tuïr
- Vallestàvia
- Vallmanya
- Vernet
- Vilafranca de Conflent
- Vinçà
- Vingrau
- Lo Vivièr